# Fotogram

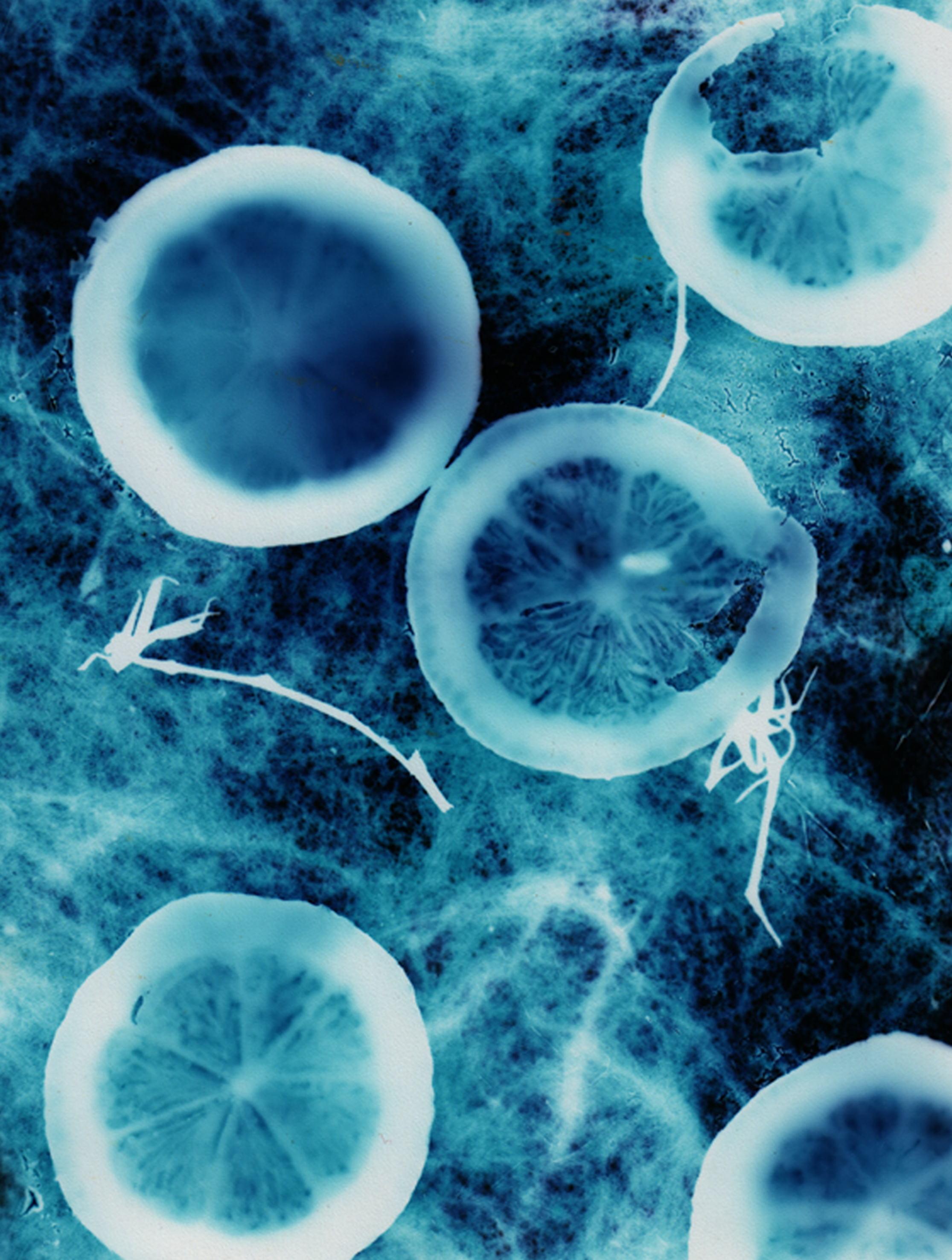
Een fotogram van schijfjes citroen waarbij de dikte van de schijfjes bepalend is voor de mate van doorschijnendheid.

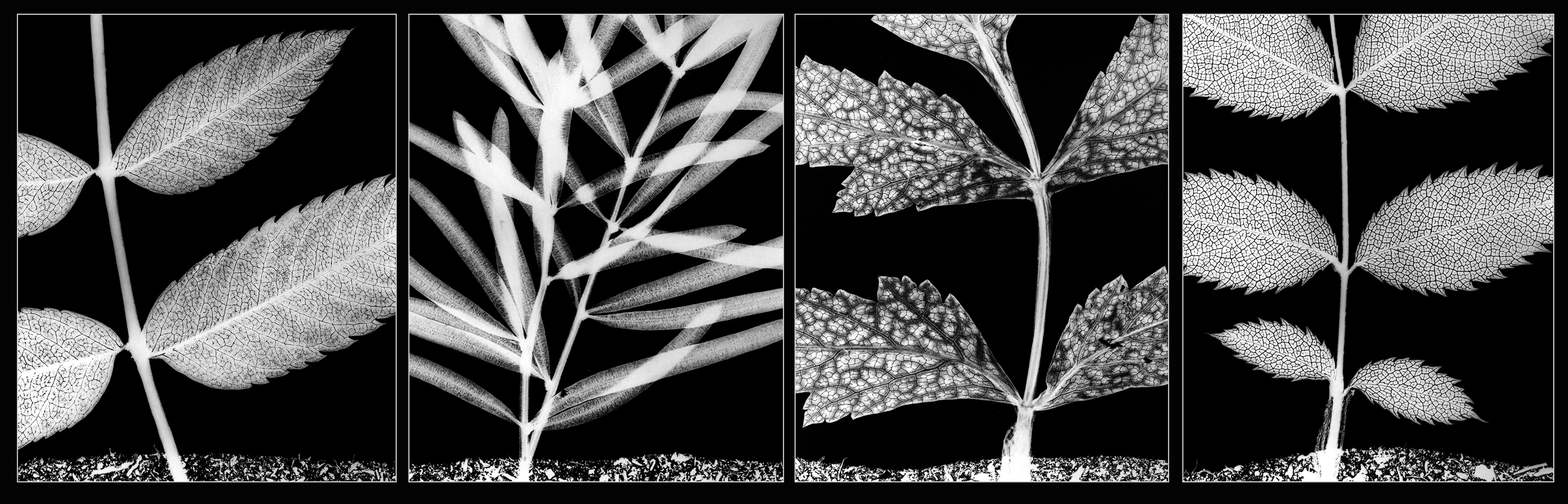
Fotogram van plant en bodem.

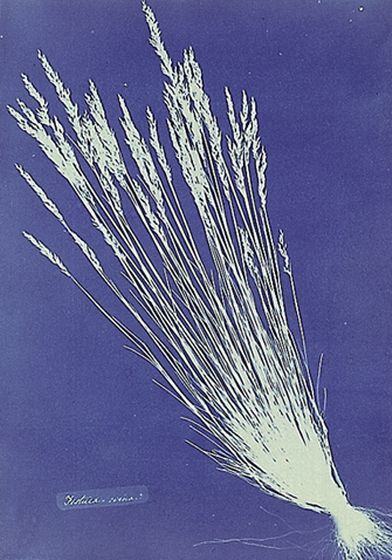
Een blauw fotogram (cyanotypie) van Festuca grassen (1854).

Een fotogram is een afdruk van een voorwerp dat in de donkere kamer direct op lichtgevoelig materiaal is gelegd en vervolgens belicht. Het betreft dus een vorm van fotograferen zonder camera.

## Geschiedenis
De eerste fotogrammen ontstonden omstreeks 1800 (Thomas Wedgwood, GB). De blauwdruk (cyanotypie) werd ontdekt in 1842 en was een soort fotogram die gedurende bijna een eeuw de enige simpele en goedkope manier was om tekeningen te verveelvoudigen. Als artistiek volwaardige vorm van fotografie kwam het fotogram pas tot bloei in de jaren 1920. Belangrijke makers van fotogrammen zijn Man Ray en László Moholy-Nagy.

## Techniek
Bij een korte belichtingstijd wordt het lichtgevoelig materiaal rondom het gebruikte voorwerp grijs, bij een lange belichtingstijd kan het diep zwart worden. Uiteraard hangt dit af van de lichtgevoeligheid van het papier. Belangrijke parameters zijn ook de belichtingshoek en het feit of het voorwerp tijdens of tussen de belichtingsmomenten al dan niet wordt verschoven.

Schematische weergave van de belichting van een fotogram: een lichtbron (1) belicht twee voorwerpen (2 en 3) die op een lichtgevoelige film zijn gelegd. Afhankelijk van de afstand tussen het voorwerp en de film is de afgrenzing tussen licht en donker scherp (7) of wazig (5). De volledig afgedekte delen van de film blijven wit (6), de volledig belichte delen van de film worden zwart (4).